# Parque Elizabeth
Parque Elizabeth é um bairro da cidade de Ibirité, Minas Gerais.
Sendo um dos bairros mais afastados do centro da cidade, fazendo divisa com a cidade de Belo Horizonte, possui duas escolas públicas e um ginásio poliesportivo, faz divisa com os bairros:  Marilândia, Los Angeles e Vale do Jatobá.
Por sua localização estar mais perto do Barreiro do que do próprio centro da cidade, os moradores, em sua maior parte fazem suas compras e afazeres nesta região de Bh, esta questão de divisas sempre foi muito questionada pela população do local.